# Mesabolivar eberhardi
Espèce
Synonymes
- Blechroscelis acuoso González-Sponga, 2011
- Blechroscelis andinensis González-Sponga, 2011
- Blechroscelis araguanus González-Sponga, 2011
- Blechroscelis blechroscelis González-Sponga, 2011
- Blechroscelis copeyensis González-Sponga, 2011
- Blechroscelis cordillerano González-Sponga, 2011

Mesabolivar eberhardi est une espèce d'araignées aranéomorphes de la famille des Pholcidae.

## Distribution
Cette espèce se rencontre au Brésil, au Pérou, en Colombie, au Venezuela et à la Trinité.

## Description
Le mâle holotype mesure 4,6 mm et les femelles de 3,3 à 4,0 mm.

## Étymologie
Cette espèce est nommée en l'honneur de William G. Eberhard.

## Publication originale
- Huber, 2000 : New World pholcid spiders (Araneae: Pholcidae): A revision at generic level.Bulletin of the American Museum of Natural History, no 254, p. 1-348 (texte intégral) .